# Татаринова, Екатерина Филипповна
Екатери́на Фили́пповна Тата́ринова (29 августа 1783 — 12 июля 1856) — русская религиозная деятельница XIX века, организатор общества «духовных христиан» в аристократической среде Санкт-Петербурга.

## Биография
Екатерина Буксгевден родилась 29 августа 1783 года в семье Филиппа фон Буксгевден и Екатерины Михайловны Мальтиц, главной дамы великой княжны Александры Павловны. Образование получила в Смольном институте, по окончании которого вышла замуж за офицера Ивана Михайловича Татаринова, владевшего поместьем в Рязани.
В 1815 году, после смерти мужа, возвращается в Санкт-Петербург, где начинает интересоваться деятельностью сообществ хлыстов и скопцов, посещая их собрания и присутствуя на радениях. В ходе одного из радений в группе скопцов «корабль Ненастьевых», Татаринова, по собственному утверждению, «обрела дар пророчества».
В 1817 году Татаринова переходит из лютеранства в православную веру, продолжая, тем не менее, посещать скопческие радения в «корабле Ненастьевых» и формируя собственный кружок, первоначально состоявший из близких родственников: матери, брата и деверя, собиравшихся в Михайловском замке, где на правах придворной дамы проживала Е. Мальтиц.
В дальнейшем к обществу присоединяются представители аристократии и творческих кругов Санкт-Петербурга, включая генерала от инфантерии Евгения Александровича Головина, князя Парфения Николаевича Енгалычева, председателя департамента гражданских и духовных дел Василия Степановича Попова, художника Владимира Лукича Боровиковского. Собрания у Татариновой периодически посещал Министр духовных дел и народного просвещения князь Александр Николаевич Голицын, оказывавший ей покровительство.
В Михайловском замке собрания продолжались до 1822 года, когда императором  Александром I был издан рескрипт о запрещении тайных обществ, а во дворце было принято решение организовать инженерное училище. Татаринова была вынуждена переехать в пригород Санкт-Петербурга, где продолжала проводить собрания последующие 12 лет. В 1837 году Татаринова и ряд других членов кружка были арестованы по обвинению в организации тайного общества и впоследствии приговорены к ссылке.
Татаринова была помещена в Сретенский женский монастырь в Кашине, где спустя 10 лет подписала отречение от противоречащих православному учению взглядов, после чего ей было дозволено покинуть обитель, оставшись на жительство под полицейским надзором в Кашине.
14 июля 1848 года Татариновой было разрешено жить в Москве, где она и оставалась до своей смерти 12 июля 1856 года.